# Криж Храстовачки
Криж Храстовачки је насељено место у саставу града Петриње, у Банији, Република Хрватска.

## Историја
Криж Храстовачки се од распада Југославије до августа 1995. године налазио у Републици Српској Крајини.

## Становништво
На попису становништва 2011. године, Криж Храстовачки је имао 141 становника.

## Попис 1991.
На попису становништва 1991. године, насељено место Криж Храстовачки је имало 230 становника, следећег националног састава:
| Попис 1991.‍ | Попис 1991.‍ | Попис 1991.‍ | Попис 1991.‍ | Попис 1991.‍ |
| ----------- | ----------- | ----------- | ----------- | ----------- |
|             |             |             |             |             |
| Хрвати      | Хрвати      |             | 223         | 96,95%      |
| Југословени | Југословени |             | 5           | 2,17%       |
| Срби        | Срби        |             | 2           | 0,86%       |
| укупно: 230 |             |             |             |             |